# Fumariaceae
Fumariaceae је латински назив фамилије скривеносеменица, која обухвата 15 родова зељастих биљака са око 450 врста. Најпознатији и номинотипски род је димњача (Fumaria), по којој се цела фамилија назива фамилијом димњача̑. Познати представници су и млађе (Corydalis) и девојачка срца (Lamprocapnos).

## Систематика и таксономски статус фамилије
Фамилију Fumariaceae као засебну традиционално препознаје већина истраживача (попут Кронквиста). Савремена истраживања филогенетских односа у фамилији, као и односа читаве фамилије са сродним групама, указала су на велику сродност са фамилијом булки (Papaveraceae). Због тога се све чешће фамилија димњача своди на потфамилију (Fumarioideae) у оквиру Papaveraceae.